# Асакура Норикагэ
Асакура Норикагэ (яп. 朝倉 教景); 1477 — 23 сентября 1555) — японский самурай и писатель периода Сэнгоку.

## Биография
Происходил из самурайского рода Асакура. Восьмой сын даймё Асакуры Такакагэ. Сам он никогда не был даймё, но занимал пост советника при трёх поколениях вождей клана Асакура. Всю свою жизнь он провёл в военных походах. В 1481 году стал служить своему брату Асакура Удзикагэ. В 1503 году принимал участие в борьбе против рода Кай. В 1506 году одержал победу над сектой Икко-икки в битве на реке Кузузий.
В 1517 году возглавил войско рода на поддержку клана Такеда против Нобунага. В 1527 году привёл войско на помощь роду Азаи. В 1527—1528 годах сражался на доке сёгунов из рода Асикага.
В 1548 Норикагэ постригся в монахи и принял имя Сотэки. Однако ни годы, ни религия не отвратили его от исполнения долга. В возрасте семидесяти девяти лет он вместе с армией отправился в провинцию Кага и участвовал в своей последней кампании против приверженцев секты Икко-икки. 23 сентября (по другим данным 8 сентября) 1555 года он умер в военном лагере от болезни.

## Творчество
Известен своей работой по военному делу «Сотэки ваки». Это сборник изречений Норикагэ, записанных одним близким к нему вассалом за несколько лет до его смерти. В неё входят 83 наставления, написанных в стиле канамадзири. Произведение является своеобразным наследием Норикагэ, что отражает его практический опыт и видение мира. В нём полностью отсутствует идеализм предыдущих и последующих веков. Самым известным высказыванием является «Как бы не называли воина — собакой или диким зверем, главное для него — побеждать». Норикагэ говорил, что судьбы господина и вассалов — едины, а потому в отношениях между ними необходима гармония. Почти все его наставления преследуют одну цель — так или иначе достичь успеха на поле боя, хотя внешне они могут казаться посвящёнными весьма абстрактным вещам, как-то: нравственности, кормления лошадей и др. Несомненно, что советы Норикагэ не являются теоретическими, а опробованными на личном опыте и подтверждёнными им идеями.